# Combretum pilosum
Combretum pilosum är en tvåhjärtbladig växtart som beskrevs av William Roxburgh. Combretum pilosum ingår i släktet Combretum och familjen Combretaceae. Inga underarter finns listade i Catalogue of Life.